# Edward Finch-Hatton
Edward Finch(-Hatton), född omkring 1697, död den 16 maj 1771, var en brittisk diplomat, son till Daniel Finch, 2:e earl av Nottingham, far till parlamentsledamoten George Finch-Hatton, farfar till George Finch-Hatton, 10:e earl av Winchilsea.
Finch avslutade 1718 sina universitetsstudier i Cambridge och sändes hösten 1728 som brittisk envoyé till Stockholm. Som sådan sökte han 1734 förgäves mot subsidielöften utverka användning av svenska trupper i striderna om det polska kungavalet. Han stödde Horns politik och klagade i sina depescher över hattchefernas engelskfientlighet. År 1738 sökte han utan framgång främja förslaget om ett svensk-ryskt förbund, bemödade sig nästa år lika fruktlöst att genom bestickning rädda mössrådet undan ständernas anfall och förflyttades i september samma år efter rådets fall till Sankt Petersburg. Därifrån återvände Finch hem 1742 och innehade sedan åtskilliga hovämbeten. Åren 1727-64 var han i underhuset representant för Cambridges universitet. Han antog 1764 av arvsskäl namnet Finch-Hatton.